# 救國之聲廣播電台
救国之声广播电台（：／）是以「韩国民族民主战线」的名义对广播的电台。前身是「南朝鲜解放民主民族联盟放送」和「统一革命党放送」。

## 概况
1967年3月15日开始播出，自称“在南朝鲜汉城播音”，实际上发射站位于朝鲜黄海南道海州市，使用语和英语对韩国广播，2003年8月1日电台停播。其中1053kHz遭到韩国的严重干扰，在电台停播后仍然继续。

## 历史
- 1966年10月：朝鲜劳动党第二次党代表会议通过了对南朝鲜（韩国）的地下广播的决定。
- 1967年3月15日：电台以南朝鲜解放民主民族联盟放送的名称对韩国广播，发射功率50kW，每日2小时。
- 1970年6月：电台名称更改为统一革命党之声。
- 1973年3月1日：播出时间延长至每日6小时。
- 1973年6月1日：英语节目开播，同时发射功率增至100kW。
- 1973年7月1日：开始使用朝鲜中央广播电台的发射台以150kW的功率每日播出30分。
- 1974年4月1日：播出时间延长至每日8小时30分，同时发射功率增至300kW。
- 1974年12月：播出时间延长至每日12小时。
- 1975年1月1日：播出时间延长至每日12小时30分，同时发射功率增至500kW。
- 1976年3月1日：开始使用1135kHz，功率1500kW。
- 1977年1月：播出时间缩短至每日7小时30分。
- 1978年12月20日：1135kHz变更为1053kHz。
- 1979年6月20日：播出时间延长至每日10小时30分。
- 1979年6月25日：播出时间延长至每日11小时30分。
- 1985年8月9日：电台名称更改为救国之声广播电台。
- 1989年6月：朝鲜对南地下广播“民众回声”并入救国之声，播出时间延长至每日16小时。
- 2003年8月1日：救国之声广播电台停播。
- 2003年8月15日：韩国民族民主战线平壤支部使用救国之声广播电台的发射设备转播朝鲜中央广播电台的节目。